# لال خان
لال خان هو كاتب وسياسي باكستاني، ولد في يونيو 1956 في Bhaun ‏ في باكستان، وتوفي في 21 فبراير 2020 في لاهور في باكستان. نشط حزبياً في حزب الشعب الباكستاني.